# Vladimir Vasil'evič Stasov
Vladimir Vasil'evič Stasov (in russo Владимир Васильевич Стасов?; San Pietroburgo, 14 gennaio 1824, 2 gennaio del calendario giuliano – San Pietroburgo, 23 ottobre 1906, 10 ottobre del calendario giuliano) è stato un critico d'arte e critico musicale russo, figlio dell'architetto Vasilij Petrovič Stasov.

## Biografia
Nel 1836 Stasov fu mandato dal padre alla Scuola imperiale di giurisprudenza, allora appena fondata. Lì maturò un vivo interesse per la musica, ma non trovando in sé particolari doti di compositore, decise allora di cimentarsi nell'attività di critico. Nel 1842 scrisse un articolo su Franz Liszt, allora giunto a San Pietroburgo, anche se non lo fece mai stampare.
Nel 1843 Stasov terminò la Scuola e iniziò una carriera di funzionario presso vari dipartimenti dell'amministrazione zarista. Nel 1847, quando apparvero i suoi primi articoli sulla rivista Note patriottiche, ebbe inizio la sua attività di critico letterario. In quello stesso anno Stasov fu invitato da Kraevskij, editore della rivista, a collaborare alla sezione di letteratura straniera (Stasov parlava correntemente sei lingue). Nello stesso periodo iniziò inoltre a scrivere brevi articoli su questioni di pittura, scultura, architettura e musica.
Nel 1848, a causa dei suoi legami con il Circolo Petraševskij, Stasov fu allontanato dalla rivista, arrestato e rinchiuso nella Fortezza di Pietro e Paolo. Nel 1851 diede le dimissioni dai suoi incarichi amministrativi e, in qualità di segretario dell'industriale e mecenate Demidoff, un uomo molto ricco e cultore delle arti, andò all'estero. Lavorò in importanti biblioteche ed archivi, fu bibliotecario a Villa San Donato, nei pressi di Firenze, di proprietà di Demidov, e faceva spesso visita ad artisti ed architetti russi residenti in Italia, quali Brjullov, Ivanov, Vorob'ev e Ajvazovskij.
Nel maggio del 1854 Stasov fece ritorno a San Pietroburgo. In quel periodo con il suo aiuto si formò il sodalizio artistico di compositori che divenne famoso con il nome, dato da Stasov stesso, di Potente mucchietto, e che fu conosciuto all'estero come Gruppo dei Cinque. Negli anni '60 sostenne la Compagnia delle esportazioni di arte itinerante, alla quale fu strettamente legata tutta la sua attività: Stasov ne fu uno dei principali ispiratori e prese parte attiva alla preparazione delle sue esposizioni.
Alla fine del 1856 il Direttore della Biblioteca pubblica imperiale, Modest Korf, propose a Stasov di lavorare come suo aiutante, in particolare nella raccolta di materiali sulla storia della vita e del regno di Nicola I. Dal 1856 al 1872, quindi, Stasov lavorò presso la Biblioteca con un suo ufficio nella sezione di arte. Per sua iniziativa fu organizzata una serie di esposizioni di antichi manoscritti russi. Nel novembre del 1872 a Stasov fu assegnato un posto di ruolo di bibliotecario, e fino alla sua morte diresse la sezione di arte. Egli raccolse i manoscritti di molti artisti russi, in particolare compositori: grazie a lui, infatti, la Biblioteca può vantare gli archivi più completi dei compositori russi della scuola pietroburghese.
Nel 1900 fu nominato membro onorario dell'Accademia russa delle scienze, assieme al suo amico Lev Tolstoj.
Morì il 23 ottobre 1906 a San Pietroburgo e fu sepolto nella Necropoli dei Maestri dell'Arte del Cimitero Tichvin.

## Carattere e idee
Stasov fu una figura molto rilevante e, secondo alcuni critici, addirittura tirannica nella cultura russa dell'Ottocento. Scoprì molti talenti, ne ispirò molti lavori e ne combatté molte battaglie in numerosi articoli e lettere sulla stampa. Voleva che l'arte russa si liberasse da quella che vedeva come la presa dell'Europa: copiando l'occidente i russi non avrebbero potuto essere che al più "di seconda mano". Invece, attingendo alle tradizioni nazionali, avrebbero potuto creare un'arte autenticamente russa che avrebbe potuto raggiungere l'originalità e gli alti livelli artistici dell'Europa. Per essere "nazionale", secondo Stasov, l'arte non doveva solo ritrarre la vita delle persone, ma anche avere per loro un significato e mostrare al popolo come vivere.
Turgenev, che condusse contro di lui una prolungata polemica, gli dedicò il seguente epigramma:
(Ivan Sergeevič Turgenev)